# Домжилијен
Домжилијен (фр. Domjulien) насеље је и општина у североисточној Француској у региону Лорена, у департману Вогези која припада префектури Нефшато.
По подацима из 2011. године у општини је живело 191 становника, а густина насељености је износила 16,0 становника/km². Општина се простире на површини од 11,94 km². Налази се на средњој надморској висини од 281 метар (максималној 455 m, а минималној 322 m).

## Демографија
| 1962. | 1968. | 1975. | 1982. | 1990. | 1999. | 2011. |
| ----- | ----- | ----- | ----- | ----- | ----- | ----- |
| 242   | 245   | 244   | 231   | 200   | 195   | 191   |

График промене броја становника у току последњих година